# Juan Antonio Aznárez
Juan Antonio Aznárez Cobo (ur. 14 stycznia 1961 w Eibarze) – hiszpański duchowny katolicki, biskup pomocniczy Pampeluny i Tudeli w latach 2012–2021, ordynariusz polowy Hiszpanii od 2022.

## Życiorys

### Prezbiterat
Święcenia kapłańskie otrzymał 27 października 1990. Inkardynowany do archidiecezji Pampeluny i Tudeli, pracował głównie jako duszpasterz parafialny. W 2009 objął urząd wikariusza generalnego archidiecezji.

### Episkopat
9 czerwca 2012 papież Benedykt XVI mianował go biskupem pomocniczym archidiecezji Pampeluny i Tudeli, ze stolicą tytularną Bisuldino. Sakry biskupiej udzielił mu 9 września 2012 abp Francisco Pérez González.
15 listopada 2021 papież Franciszek mianował go arcybiskupem ordynariuszem polowym Hiszpanii.